# Zahoreni, Orhei
Zahoreni este un sat situat în raionul Orhei. Este cel mai nordic sat din raion.
Satul Zahoreni este așezat în partea de Nord-Vest a raionului Orhei. Se mărginește în partea de vest cu satul Chiștelnița, raionul Telenești, la Nord-Vest cu satul Ignăței, raionul Rezina, la nord se mărginește cu satul Ghiduleni, raionul Rezina, la est se mărginește cu satul Podgoreni, raionul Orhei, la sud-vest cu satul Sirota, raionul Orhei. Satul are un relief de câmpie deluroasă care este situată între dealurile Borogani, Ponoară, Delniță, Chiștelnița, Chiperceni, dealul pietrelor și alte dealuri.

## Istorie
Satul Zahoreni este menționat documentar pentru prima dată într-un document emis în anul 1577:
„Petru voievod, din mila lui Dumnezeu, domn al Țării Moldovei. Iată au venit înaintea noastră și înaintea boierilor noștri Morozeanul fiul Măricăi, nepotul lui Fădor, de bunăvoia lui, nesilit de nimeni, nici asuprit, și a vândut ocina și moșia sa dreaptă, din ispisocul de împărțeală pe care l-a avut de la Ion voievod, din a opta parte din tot satul Holohoreani, din a treia parte... , câtă se va alege partea lui Morozeanul și a fratelui său, Oniul, și a surorilor lor, Tetca și Armanca, pentru că el a făcut cu ele tocmeală și le-a dat partea sa din Zahoreani, din ținutul Orheiului, unde le sunt casele. Aceea au vândut slugii noastre credincioase, lui Gavril al treilea pisar, pentru o sută douăzeci de galbeni tătărești.

Și sluga noastră credincioasă Gavril al treilea pisar s-a sculat și a plătit toți acei bani, 120 de zloți, în mâinile lui Morozeanul fiul Măricăi, nepotul lui Fădor, înaintea noastră, în Iași.
 
Drept aceea, să-i fie slugii noastre credincioase, lui Gavril al treilea pisar, acele mai sus spuse și de la noi cu tot venitul. Și altul să nu se amestece. Scris la Iași, în anul 7085 <1577> iunie 30.
 
Domnul a zis.
 
Golăi mare logofăt a învățat și a iscălit.
 
Dumitru al lui Gânscă a scris.”

## Demografie
| Naționalitate    | Nr.     | Procent    |
| ---------------- | ------- | ---------- |
| Moldoveni Români | 1332 17 | 98,0% 1,3% |
| Ucraineni        | 8       | 0,6%       |
| Ruși             | 2       | 0,1%       |
| Total            | 1359    | 100%       |

## Administrație și politică
Componența Consiliului local Zahoreni (9 consilieri), ales la 5 noiembrie 2023, este următoarea:
|  | Partid                                       | Consilieri | Componență | Componență | Componență | Componență | Componență |
|  | -------------------------------------------- | ---------- | ---------- | ---------- | ---------- | ---------- | ---------- |
|  | Partidul Socialiștilor din Republica Moldova | 5          |            |            |            |            |            |
|  | Partidul Acțiune și Solidaritate             | 4          |            |            |            |            |            |

## Personalități

### Născuți în Zahoreni
- Teodor Martin (1909–1987), viticultor, profesor universitar și cercetător român, membru titular al Academiei de Științe Agricole și Silvice.